# Muirchertach Mac Lochlainn
Muirchertach Mac Lochlainn, död 1166, var Irlands högkung mellan 1156 och 1166. 
Han var iblandad i långvariga stridigheter med klanerna Cenél Conaill och Ulaid, och dödades slutligen 1166. 